# ویلوبروک (کالیفرنیا)
ویلوبروک (به انگلیسی: Willowbrook) یک منطقهٔ مسکونی در ایالات متحده آمریکا است که در شهرستان لس‌آنجلس، کالیفرنیا واقع شده‌است. ویلوبروک ۹٫۷۶۵ کیلومتر مربع مساحت و ۳۵٬۹۸۳ نفر جمعیت دارد و ۲۹ متر بالاتر از سطح دریا واقع شده‌است.